# ハートレー発振回路

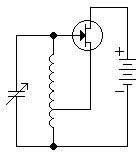
ハートレー発振回路の図式的な回路図

ハートレー発振回路（ハートレーはっしんかいろ、英: Hartley oscillator）は、LC発振回路の一種であり、コンデンサと並列に接続されたコイル（タンク回路）の途中から帰還を得るようになっている。

## 概要
2つのコイル部分に相互結合が存在する必要はないが、一般に1つのコイルの途中に端子を持つものを使うことが多い。ハートレー発振回路は、2つの直列接続したコイルとそれに並列なコンデンサで構成される。ラルフ・ハートレーが発明し、1915年6月1日に特許出願、1920年10月26日に特許が成立した。
なお、ハートレー発振回路とは逆に、コイル1つとコンデンサ2つで構成される発振回路をコルピッツ発振回路と言う。
ハートレー発振回路の利点は次の通り。
- 可変コンデンサを使うことで発振周波数を変化させることができる。
- 周波数を変化させても出力の振幅が一定である。
- タップ付きコイルの帰還比が一定のままである。

逆に欠点は次の通り。
- 純粋な正弦波の発振には向かない。

## 利用
ハートレー発振回路は、FMなどを含むラジオで多用された。